# Genista parnassica
Genista parnassica är en ärtväxtart som beskrevs av Eugen von Halácsy. Genista parnassica ingår i släktet ginster, och familjen ärtväxter. IUCN kategoriserar arten globalt som otillräckligt studerad. Inga underarter finns listade i Catalogue of Life.